# トスカーナ州

トスカーナ州
Regione Toscana

トスカーナ州（トスカーナしゅう、伊: Toscana）は、イタリア共和国中部に位置する州。州都はフィレンツェ。イタリア・ルネッサンスの中心地となったフィレンツェをはじめ、ピサ、シエーナなど多くの古都を擁している。文化遺産や自然景観に恵まれ、多くの観光客が訪れる。

## 地理

### 位置・広がり
イタリア半島の中西部に位置し、ティレニア海に（定義によってはリグリア海にも）面して、おおむね三角形状の領域を持つ。ティレニア海上にあるエルバ島など、トスカーナ群島と呼ばれる島々を管轄下に置く。州都フィレンツェは州域の北部に位置し、ボローニャから南へ約81km、ペルージャから北西へ約118km、ジェノヴァから東南東へ約197km、首都ローマから北北西へ約231kmの距離にある。
隣接する州は以下の通り。
- エミリア＝ロマーニャ州 - 北
- マルケ州 - 東
- ウンブリア州 - 南東
- ラツィオ州 - 南
- リグーリア州 - 北西

### 地勢
北東部はアペニン山脈によって区切られている。地形は丘陵が多く、アルノ川が盆地を形成している。
ピサ西側の地中海岸のヴィアレッジョとリヴォルノの間の地域には生物多様性に富む平野、砂丘、湿地および中生植物の森林やマツ林があり、ムラサキサギ、サンカノゴイ、アマサギなどが生息している。一帯は2004年にユネスコの生物圏保護区に指定されたほか、2017年にマッサチュッコリ湖および周辺の湿地はラムサール条約登録地となった。
また、エミリア＝ロマーニャ州を跨ぐアペニン山脈一帯も2015年にユネスコの生物圏保護区に指定された。

### 気候
気候は沿岸部では温暖である。

### 主要な都市
人口8万人以上のコムーネは以下の通り。人口は2011年1月1日現在。
- フィレンツェ （フィレンツェ県） - 371,282人
- プラート （プラート県） - 188,011人
- リヴォルノ （リヴォルノ県） - 161,131人
- アレッツォ （アレッツォ県） - 100,212人
- ピストイア （ピストイア県） - 90,288人
- ピサ （ピサ県） - 88,217人
- ルッカ （ルッカ県） - 84,939人
- グロッセート （グロッセート県） - 81,928人

州都はフィレンツェ。ピサ、シエーナなど多くの古都を擁する観光地としても著名である。
- フィレンツェ
- プラート
- リヴォルノ
- ピサ
- シエーナ

## 歴史
古代ローマの進出以前はローマの基礎を築いたとされるエトルリア人が多く住む土地で、トスカーナという名前も「エトルリア人の土地」を意味する（古代ローマ人はエトルリア人を "Tusci" と呼び、また "Etrusci" とも呼んだ）。ローマはエトルリア人を吸収し、トスカーナは本国の一部となった。
オドアケルが西ローマ帝国を滅亡させた時代の後は東ゴート王国、東ローマ帝国、ロンゴバルド王国の支配を経た。ロンゴバルド王国がカール大帝に征服されると、後に神聖ローマ帝国となる彼の帝国の一部となり、トスカーナ辺境伯により統治された。
都市コムーネの時代になると、ピサ（1509年まで）や、シエナ（1555年まで）、フィレンツェが台頭し、最終的にはルッカを除くトスカーナの大部分はフィレンツェ共和国（後にトスカーナ大公国）に統治された。
ルネサンス時代はレオナルド・ダ・ヴィンチ、ミケランジェロ・ブオナローティ、ラファエロ・サンティといったトスカーナ人が注目を浴びた。ローマを中心とするローマ教皇領と並び中心地の一つとなった。長くメディチ家の支配下にあったが、1737年にジャン・ガストーネ・デ・メディチが世継ぎを残さずに死ぬとハプスブルク家の支配下となった。ナポレオンの時代には、1801年から1807年までエトルリア王国が成立するが、ナポレオンが敗退するとハプスブルク家の下に戻った。1860年にサルデーニャ王国に併合され、翌1861年にイタリア王国が成立するが、その後も旧トスカーナ大公家は同族であるオーストリア皇帝家の庇護の下、20世紀初頭までトスカーナの領有権を主張した。

## 経済・産業
主要な産業は農業で、ワイン、オリーブ、小麦などを生産している。特にワインはキャンティやスーパータスカンといった名品を生産する、世界屈指の名醸地である。
グロッセート県北部のフォッローニカ、スカルリーノ、ガヴォッラーノ、マッサ・マリッティマ、モンティエーリ、モンテロトンド・マリッティモ、ロッカストラーダの7つのコムーネは過去に鉛、亜鉛、銅、銀、鉄、黄鉄鉱、ミョウバン、亜炭の採掘業が盛んであり、「トスカーナ鉱山ユネスコ世界ジオパーク」に指定される。

## 行政区画
トスカーナ州は、以下の10県から構成される。

トスカーナ州と各県

左端の数字はISTATコード、アルファベット2文字は県名略記号を示す。人口は2011年1月1日現在。面積の単位はkm²。
|     |    | 県名                 | 綴り          | 県都         | 面積  | 人口    |
| --- | -- | -------------------- | ------------- | ------------ | ----- | ------- |
| 045 | MS | マッサ＝カッラーラ県 | Massa-Carrara | マッサ       | 1,156 | 203,901 |
| 046 | LU | ルッカ県             | Lucca         | ルッカ       | 1,773 | 393,795 |
| 047 | PT | ピストイア県         | Pistoia       | ピストイア   | 965   | 293,061 |
| 048 | FI | フィレンツェ県       | Firenze       | フィレンツェ | 3,514 | 998,098 |
| 049 | LI | リヴォルノ県         | Livorno       | リヴォルノ   | 1,211 | 342,955 |
| 050 | PI | ピサ県               | Pisa          | ピサ         | 2,444 | 417,782 |
| 051 | AR | アレッツォ県         | Arezzo        | アレッツォ   | 3,235 | 349,651 |
| 052 | SI | シエーナ県           | Siena         | シエーナ     | 3,821 | 272,638 |
| 053 | GR | グロッセート県       | Grosseto      | グロッセート | 4,504 | 228,157 |
| 100 | PO | プラート県           | Prato         | プラート     | 365   | 249,775 |

## 文化・観光

### 言語
2006年の国立統計研究所（ISTAT）の統計によれば、6歳以上の住民の家庭内での会話における言語状況は以下の通り。イタリア語（Italiano）、地方言語（Dialetto）、他の言語（Altra lingua）についてのデータで、左列が全国平均、右列がトスカーナ州の数値である。標準イタリア語がトスカーナ方言をもとに創られていることもあり、「イタリア語のみ、あるいは主にイタリア語」を使用する割合がイタリアで最も高い。
| 家庭内の会話における使用言語           | 全国  | 州    |
| -------------------------------------- | ----- | ----- |
| イタリア語のみ、あるいは主にイタリア語 | 45.5% | 83.9% |
| 地方言語のみ、あるいは主に地方言語     | 16.0% | 2.8%  |
| イタリア語と地方言語の双方             | 32.5% | 8.8%  |
| 他の言語                               | 5.1%  | 4.0%  |

### 世界遺産

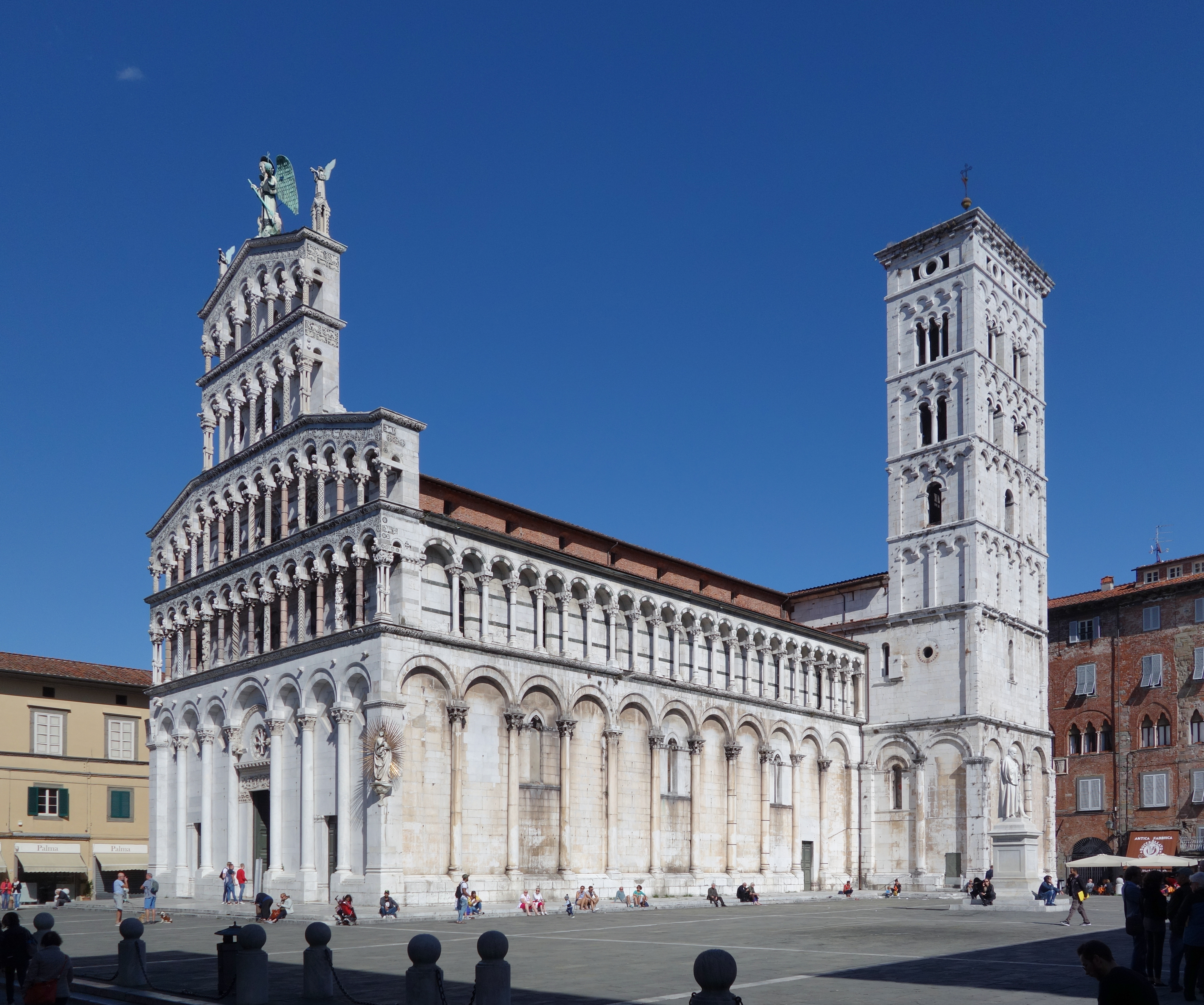
サンミケーレ教会。ルッカ

多くの古都を擁するイタリア屈指の観光地である。州には以下のユネスコ世界遺産がある。
- フィレンツェ歴史地区 （フィレンツェ県フィレンツェ）
- ピサのドゥオモ広場 （ピサ県ピサ）
- ピエンツァ市街の歴史地区 （シエーナ県ピエンツァ）
- サン・ジミニャーノ歴史地区 （シエーナ県サン・ジミニャーノ）
- シエーナ歴史地区 （シエーナ県シエーナ）
- ヴァル・ドルチャ （シエーナ県）

### 食文化
トスカーナ料理は「クッチーナ・ポーヴェラ」（イタリア語: Cucina povera）とも呼ばれる。日本語に直訳すると「貧しい料理」となり、基本的には庶民的な料理である。地元で収穫できる野菜、豆を使い、肉類も良い部位ではなくスジ肉や内臓肉を使うことが多い。肉については野ウサギやイノシシの肉もよく使われる。塩気が強い料理が多い。他の地域と比べて食材の特色が色濃く出ているのが特徴である。
海沿いと内陸では使う食材が異なっている。内陸は保存食が発達しており、豆料理などが多い。海沿いでも豆料理はあるが、地中海で獲れる魚介類を豊富に用いる。オリーブオイル、塩を使わないパン（パーネ・トスカーノなど）がよく使われるのは共通である。
他の地域の住人からトスカーナ人を「豆食い（伊: mangia fagioli）」と揶揄されることがあるくらい、トスカーナでは豆料理が食されている。

#### トスカーナ料理の歴史
この節の出典
古代にエトルリア人が何を食べ、どのような調理をしていたのかは史料が発見されていないため詳細は不明であるが、古代ローマ時代に書かれたエトルリア人の食文化についての史料やバンディタッチャ墳墓の発見によって、少なくともエトルリア人上流階級の食事については推測が可能となってきている。
エトルリア人上流階級は昼食と夕食の1日2食であり、この習慣は古代ギリシアまたはアジアからもたらされたものと推測される。昼食は簡易なものであり、夕食は富と権力の誇示とコミュニケーションのために豪華であったものと推測される。この夕食は古代ギリシアと異なり女性も参加している。また、古代ローマ同様に横たわって食事をするのが作法であった。1日2食の習慣は現代にも引き継がれており、朝食はエスプレッソのみであったり、パンとチーズとワインで軽く済ませる多い。夕食が豪華なのも同様で、家族全員であったり参加者全員がそろって食事をして、歓談の場とする。テーブルいっぱいに料理が並べられ、数本のワインがボトルごと並べられる。
食材についてはアメリカ大陸原産の品を除けば、エトルリア人と現代とでは大差はなく、現在のトスカーナ料理の基礎はエトルリアの流れを汲んでいると考えるのが自然である。
伝統的な食材
スペルト小麦
麺棒や包丁といった調理道具がバンディタッチャ墳墓のレリーフには描かれており、パスタやピザに類するものをエルトリア人も食べていたものと考えられる。
ただし、酵母菌は使用されておらず、ピザも薄いものであった。皿の代わりに用いられていたとも考えられている。
タマネギとニンニク
トマトの伝来は1500年頃になるので、それまではニンニクとタマネギが料理の基本であった。また自生の長ネギも食べられていた。
月桂樹
アッローロと呼ばれる月桂樹もまたトスカーナ地方自生植物である。肉料理の装飾に使われるほか、肉の臭み消しとして用いられた。
また、宗教的な意味合いもあった。ローリエの森（bosco di alloro）は宗教的に神聖な場所であった。月桂冠を頭に戴せて権力を誇示する方法は古代ローマにも受け継がれてゆく。
パセリ
パセリもまた現在のトスカーナ料理には欠かせない食材である。蜂に刺された際の鎮痛剤のように薬剤として用いられることもあった。
ニンニクと合わせて、羊肉や山羊肉の料理に用いられる。
肉
豚肉、羊肉、牛肉が中心であった。ただし、牛は農作業用でもあり食肉としてはあまり利用されていない。
狩猟対象として、鹿、野兎、ノロジカも食べられており、これらの肉は現代のトスカーナ料理としてもよく用いられている。
ワイン
紀元前7世紀には既にギリシアから伝わってきたワインの生産が行われている。当時のワインはアルコール度数が高く、蜂蜜と水で割って飲んでいた。
蜂蜜
エトルリア人の中には養蜂家と呼べるような蜂蜜の生産を職業とする人々がいて、蜂蜜は好まれていた。
オリーブ
オリーブの木は宗教的な意味を持っていたとされる。オリーブの実は食用になり、オリーブオイルは料理のほか、美容やマッサージにも利用されていた。エルトリアのオリーブオイルは質が高く、イタリア全土に売られていた。
現在のトスカーナ料理にもオリーブオイルは欠かせないものであり、トスカーナ産のオリーブはイタリア全土で最も良質で美味であると定評があって高額で売買されている。
トスカーナ地方でのオリーブの採取方法は人が木に登って手摘みするといった特徴があり、実に傷がつかない。
チーズ
エトルリアでも畜産は行われており、他のイタリア地方と同じく残った乳製品の活用方法、保存方法としてチーズも生産されてきた。

## 交通

### 空港
旅客機が発着する空港には以下がある。
- ピサ空港
- フィレンツェ＝ペレトラ空港
- マリーナ・ディ・カンポ空港

### 道路
州内を走る主要な高速道路には以下がある。
- アウトストラーダ A1
- アウトストラーダ A11
- アウトストラーダ A12
- アウトストラーダ A15

## スポーツ

### サッカー
州内に本拠を置くプロサッカークラブとしては以下がある。
- ACFフィオレンティーナ （フィレンツェ県フィレンツェ）
- エンポリFC （フィレンツェ県エンポリ）
- USグロッセト （グロッセート県グロッセート）
- ASリヴォルノ・カルチョ （リヴォルノ県リヴォルノ）
- ACシエナ （シエーナ県シエーナ）
- ACプラート （プラート県プラート）
- カッラレーゼ・カルチョ （マッサ＝カッラーラ県カッラーラ）
- FCエスペリア・ヴィアレッジョ （ルッカ県ヴィアレッジョ）
- ピサ・カルチョ （ピサ県ピサ）
- USポッジボンシ（英語版） （シエーナ県ポッジボンシ）
- USボルゴ・ア・ブッジャーノ1920（英語版） （ピストイア県ブッジャーノ）
- USポンテデーラ（英語版） （ピサ県ポンテデーラ）
- USガヴォッラーノ（英語版） （グロッセート県ガヴォッラーノ）

4部リーグ（アマチュア最上位リーグ）のセリエDでは、ジローネD,Eに属する。トスカーナ州の地方リーグ（5部リーグ）として、エッチェッレンツァ・トスカーナ (it:Eccellenza Toscana) がある。

## 人物

### 著名な出身者
- ダンテ・アリギエーリ - 13-14世紀の詩人、政治家。フィレンツェ生まれ。
- ペトラルカ - 14世紀の詩人・人文学者。アレッツォ生まれ。
- シエナのカタリナ - 14世紀のドミニコ会の修道女。カトリック等の聖人。シエーナ生まれ。
- マサッチオ - 15世紀の画家。現在のサン・ジョヴァンニ・ヴァルダルノ生まれ。
- サンドロ・ボッティチェッリ - 15-16世紀の画家。フィレンツェ生まれ。
- ロレンツォ・デ・メディチ - 15世紀、メディチ家最盛期の当主。フィレンツェ生まれ。
- レオナルド・ダ・ヴィンチ - 15-16世紀の芸術家。ヴィンチ生まれ。
- アメリゴ・ヴェスプッチ - 15-16世紀の探検家・地理学者。フィレンツェ生まれ。
- ニッコロ・マキャヴェッリ - 15-16世紀の政治家・外交官。フィレンツェ生まれ。
- ミケランジェロ・ブオナローティ - 15-16世紀の芸術家。カプレーゼ生まれ。
- ジョルジョ・ヴァザーリ - 16世紀の画家・建築家。アレッツォ生まれ。
- ガリレオ・ガリレイ - 16-17世紀の物理学者・天文学者。ピサ生まれ。
- ジャコモ・プッチーニ - 19-20世紀の作曲家。ルッカ生まれ。
- フェルッチョ・ブゾーニ - 19-20世紀の作曲家・ピアニスト・指揮者。エンポリ生まれ。
- ガレアッツォ・チャーノ - 20世紀の政治家。ムッソリーニの女婿。リヴォルノ生まれ。
- アミントレ・ファンファーニ - 20世紀の経済学者・政治家、イタリア共和国首相。ピエーヴェ・サント・ステーファノ生まれ。
- カルロ・アツェリオ・チャンピ - 政治家、イタリア共和国大統領。リヴォルノ生まれ。
- ロベルト・ベニーニ - 俳優・映画監督。カスティリオーン・フィオレンティーノ生まれ。
- パオロ・ロッシ - サッカー選手。プラート生まれ。

## 対外関係

### 姉妹自治体・提携自治体
分野別交流地域
- 京都府（日本国 近畿地方）
  - 2006年（平成18年）11月2日 - 「京都府-トスカーナ州経済環境交流協定」締結。